# Chilmark (Wiltshire)
Pour l’article homonyme, voir Chilmark.
Chilmark est une paroisse civile et un village du Wiltshire, en Angleterre.